# Heeren (Kamen)
Heeren bildet den Westen des Stadtteils Heeren-Werve der westfälischen Stadt Kamen im Kreis Unna und war mit dem Stammsitz Haus Heeren des märkischen Uradelsgeschlechts von der Recke eine eigene Bauerschaft. Heeren hat auch heute noch einen ausgeprägten Ortskern.

## Geographie

### Lage
Heeren liegt südöstlich des Zentrums der Stadt Kamen. Der Mühlbach trennt den Ort vom benachbarten Werve. Die Seseke fließt durch den Norden des Ortsgebietes.

### Nachbarorte
Heeren grenzt im Uhrzeigersinn im Norden beginnend an die Orte Derne, Altenbögge und Werve sowie an die Städte Unna und Kamen.

## Geschichte
Heeren gehörte bei der Errichtung der Ämter in der preußischen Provinz Westfalen zum Amt Camen, dann zum Amt Unna-Kamen im Kreis Hamm. Anlässlich der Auskreisung der Stadt Hamm am 1. April 1901 wurde aus dem Kreis der Landkreis Hamm. Nach einer Gebietserweiterung im Jahr 1929 wurde dieser im Oktober 1930 in Kreis Unna umbenannt. Am 1. April 1910 schlossen sich Heeren und Werve zusammen. Am 1. Januar 1968 wurden die bisherigen Gemeinden Derne, Heeren-Werve, Methler, Rottum und Südkamen mit der Stadt Kamen zusammengeschlossen. Das bisherige Amt Unna-Kamen wurde aufgelöst.
Im Jahre 1849 hatte Heeren 454 Einwohner. Im Jahr 1895 waren es 1408 und im Jahr 1987 6535 Einwohner.

## Verkehr
Die Landesstraße L 663 verbindet Heeren im Westen mit Kamen, Dortmund und Castrop-Rauxel sowie im Osten mit Werve, Bramey, Flierich und Osterflierich. Die Landesstraße L 665 führt im Norden nach Altenbögge und Pelkum sowie im Süden über Alte Heide nach Königsborn und Unna.